# Shakti

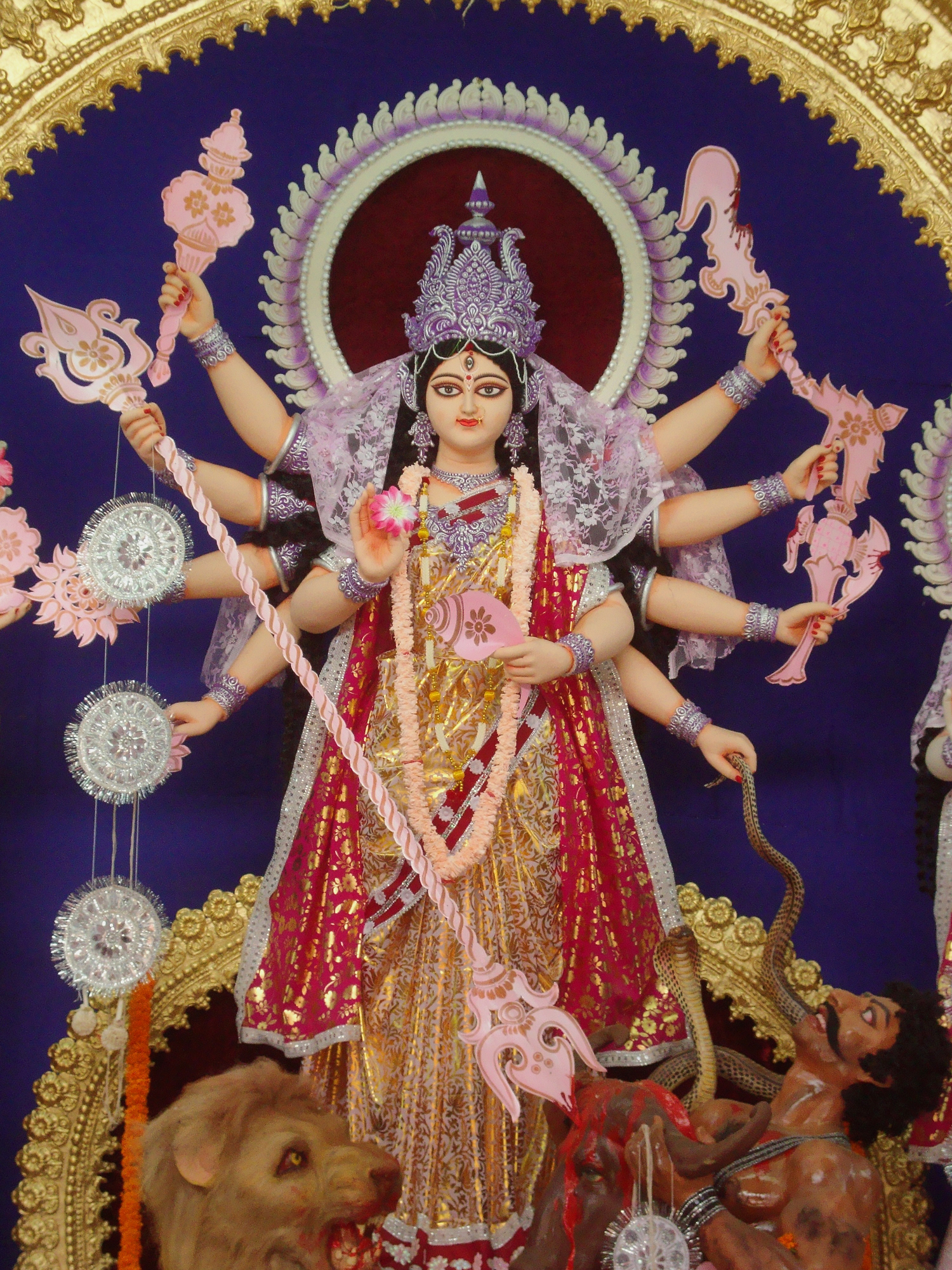
Shakti

Shakti is in de Indiase mythologie de vertegenwoordigster van de vrouwelijke energie. Zij is een van de Hindoegoden en wordt vereerd als Moedergodin. Die kunnen enkel hun functie dankzij haar uitoefenen. Zonder energie betekenen ze niets. Ieder mens heeft een eigen 'shakti' een levensenergie, die moet opgewekt en ten gunste gewend worden.
De vrouwelijke energie (Shakti) wordt gezien als de drijvende kracht achter alle actie en existentie in de fenomenale wereld of kosmos. De kosmos zelf is brahman, het concept van het onveranderlijk, oneindig immanente en transcendente, dat als goddelijke oergrond van al het zijnde wordt gezien, de wereldziel. Mannelijke potentialiteit wordt geactualiseerd door vrouwelijke dynamiek, vertegenwoordigd in veelvuldige godinnen, die uiteindelijk met een enkele overeenstemmen: Shakti.
De hoeksteentekst is de Devi Mahatmya. Deze combineert oude Vedische theologieën, opkomende Upanishadse filosofieën en zich ontwikkelende tantrische culturen in een lofexegese van Shakti-religie. Demonen van ego, onwetendheid en begeerte binden de ziel in de maya-illusie (eveneens alternatief etherisch of belichaamd) en het is Moeder Maya, de shakti zelf, die de individuele binding kan lossen. De immanente moeder, Devi, wordt voor dit doel het object van aandacht met intense liefde en zelfoplossende concentratie. Men poogt daarbij de shakta (zoals een Shakti aanbidder soms wordt aangeduid) op de ware onderliggende realiteit van tijd, ruimte en oorzakelijkheid te focussen, en daardoor Moksha, bevrijding van de karma-cyclus van Samsara te bereiken.
De vorm van het Hindoeïsme die als Shaktisme wordt aangeduid is sterk verwant met de Vedanta, met Samkhya en met tantrafilosofie. Het is uiteindelijk monistisch, al is er een rijke traditie van bhakti-yoga mee verbonden.